# 贵州关岭山体滑坡事件
贵州关岭县大寨村山体滑坡事件发生于2010年6月28日下午2时30分(UTC+8时)在中国贵州省安顺市关岭县岗乌镇大寨村大寨、永乐两个村民组因連日暴雨山崩而遭活埋。据初步统计，有38户、107名村民被困或被埋。经过进一步排查，37户99名村民被掩埋（此前报道“获救”的60人，不在此名单内亦非大寨村村民），被埋者生存希望渺茫。一名逃过一劫的村民提供了一份部分被埋者名单，名单显示被埋者中包括30名正在读小学的娃娃，他们多是留守儿童；搜救工作至7月4號起終止。共发现42具成形遗体，大部分為儿童，57人失蹤。最终认定是99人死亡。
中國總理溫家寶在6月28日下午指示「組織力量查明情況，千方百計搶救人員，同時防止周邊地區發生類似事故，確保人民群眾生命安全」。中國副總理回良玉連同負責人趕赴災害現場。

## 2009年山体已开裂
在本次事故中受困，极有可能丧生的李学柱、罗德忠夫妇，他们的7个儿女在得知消息后，陆续往回赶。女儿李丽霞对《华西都市报》表示，去年插秧时，母亲就在电话里告诉她，对面的山体有开裂现象，有个山头发生了整体移动。李丽霞对母亲说，应将这件事情报告上级部门，“妈妈在电话里说，不知道找谁反映问题。”李丽霞和李巧颜还说，当时有一些村民联合将此事报告给了有关部门，而且听说有领导来查过，但直到山崩也没有结果。
有关村民反映的山体去年已经开裂的情况，在现场指挥救援的岗乌镇党委副书记、镇长王大云未予表态，称“采访请找新闻办”。

## 标注
1. ↑  杨东方著. . 北京：海洋出版社. 2013.08: 295. ISBN 978-7-5027-8605-2.
2. ↑  黄寰，罗子欣编著. . 北京：北京联合出版公司. 2012.04: 49. ISBN 978-7-5502-0485-0.